# 梅尔克县

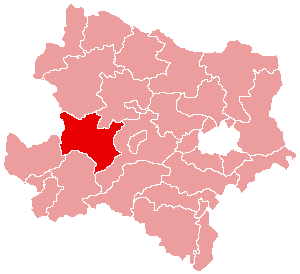
梅尔克县在下奥地利州的位置

梅尔克县（德語：Bezirk Melk）是奥地利下奥地利州所辖的一个县。总面积1013.6平方公里，总人口75287，人口密度74人/平方公里（2001年）。行政中心位于梅尔克。

## 行政区域
梅尔克县辖有40个市镇。